# Corme-Royal
Corme-Royal ist eine westfranzösische Gemeinde mit 1.969 Einwohnern (Stand: 1. Januar 2022) im Département Charente-Maritime in der Region Nouvelle-Aquitaine. Sie gehört zum Arrondissement Saintes und ist Mitglied im Gemeindeverband Saintes - Grandes Rives - L’Agglo. Die Einwohner werden Cormillons und Cormillonnes genannt.

## Geografie

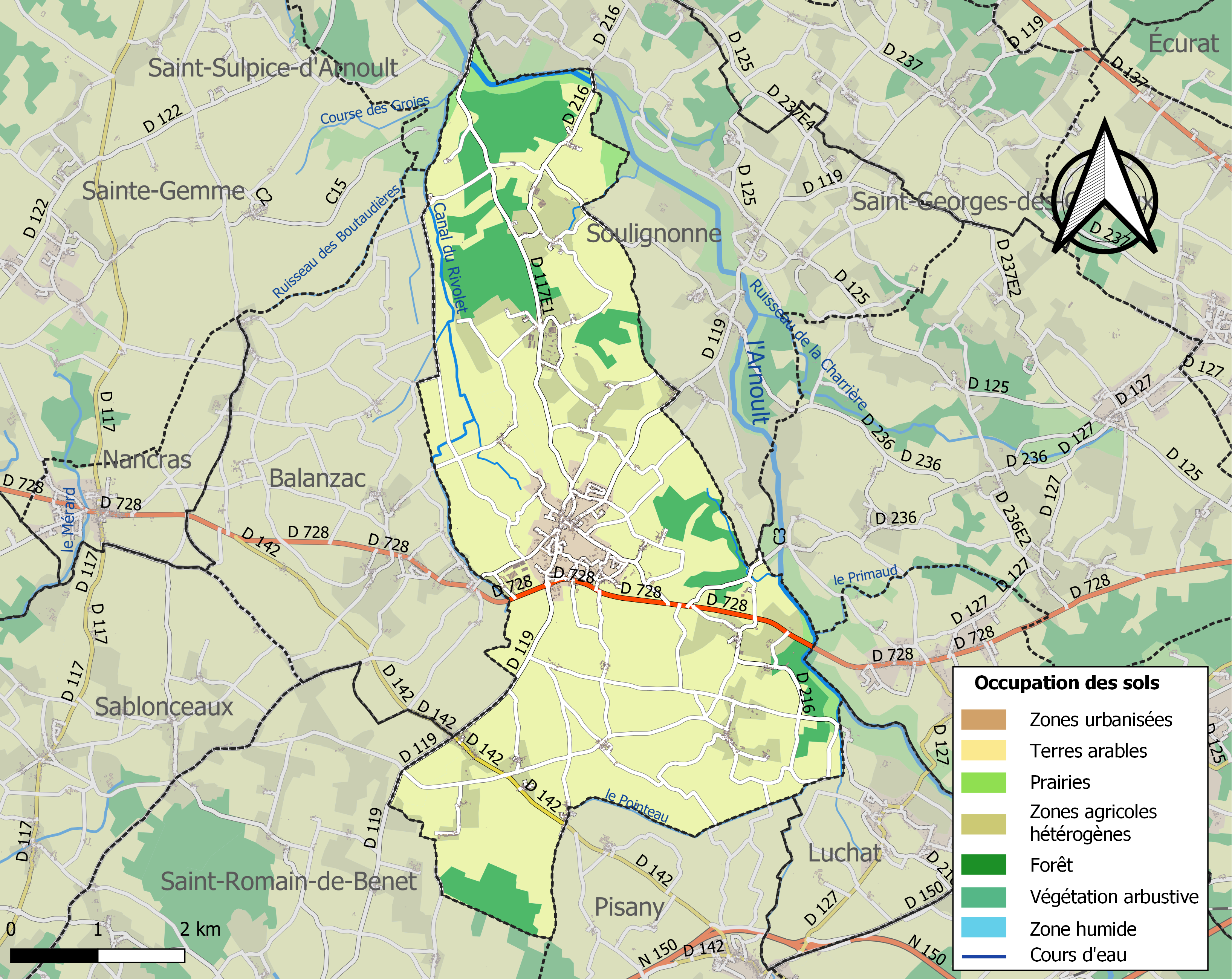
Bodennutzung, Hydrografie und Infrastruktur der Gemeinde

Corme-Royal liegt in der ehemaligen Provinz Saintonge etwa 14 Kilometer westlich von Saintes. Die Gemeinde befindet sich im Einzugsgebiet der Charente. Der Arnoult durchquert das nördliche Gemeindegebiet, das Teil eines ZNIEFF-Naturgebiets ist. 82,5 % der Fläche der Gemeinde werden landwirtschaftlich genutzt, 13,5 % sind bewaldet.
Umgeben wird Corme-Royal von den Nachbargemeinden Saint-Sulpice-d’Arnoult im Norden und Nordwesten, Soulignonne im Norden und Nordosten, Nieul-lès-Saintes im Osten, La Clisse im Osten und Südosten, Luchat im Südosten, Pisany im Süden, Saint-Romain-de-Benet im Südwesten sowie Balanzac im Westen.

## Toponymie
Der Ursprung des Namens der Gemeinde geht auf das Vorkommen von Speierlingen zurück (heimische Eberesche, deren Frucht ein kleiner Apfel von der Größe einer Walnuss ist und deren rosafarbenes Holz, sehr hart und elegant geädert, in der Tischlerei und für die Herstellung bestimmter Teile von Werkzeugen begehrt ist) auf dem Gelände, das mit dem des Priorats verbunden ist, das von der königlichen Abtei von Saintes abhängig war.

## Bevölkerungsentwicklung
| Jahr      | 1962 | 1968 | 1975 | 1982 | 1990 | 1999 | 2006 | 2013 | 2020 |
| Einwohner | 878  | 863  | 833  | 965  | 1204 | 1344 | 1507 | 1664 | 1908 |

Quellen: Cassini und INSEE

## Sehenswürdigkeiten
- Kirche Saint-Nazaire aus dem 12. Jahrhundert, Glockenturm aus dem 15. Jahrhundert, seit 1907 als Monument historique klassifiziert
- Kirchplatz, seit 1938 als Monument historique klassifiziert

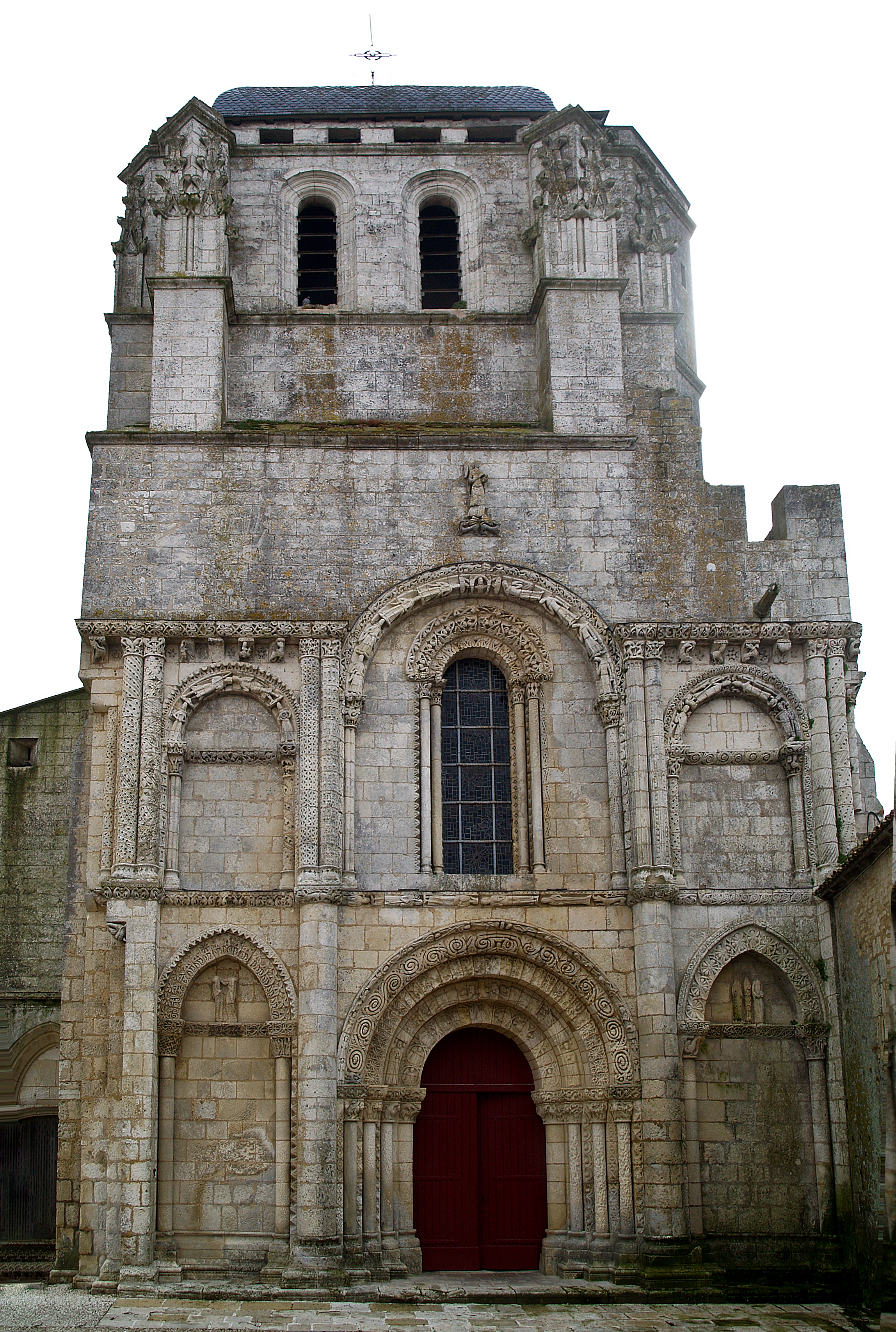
Kirche Saint-Nazaire
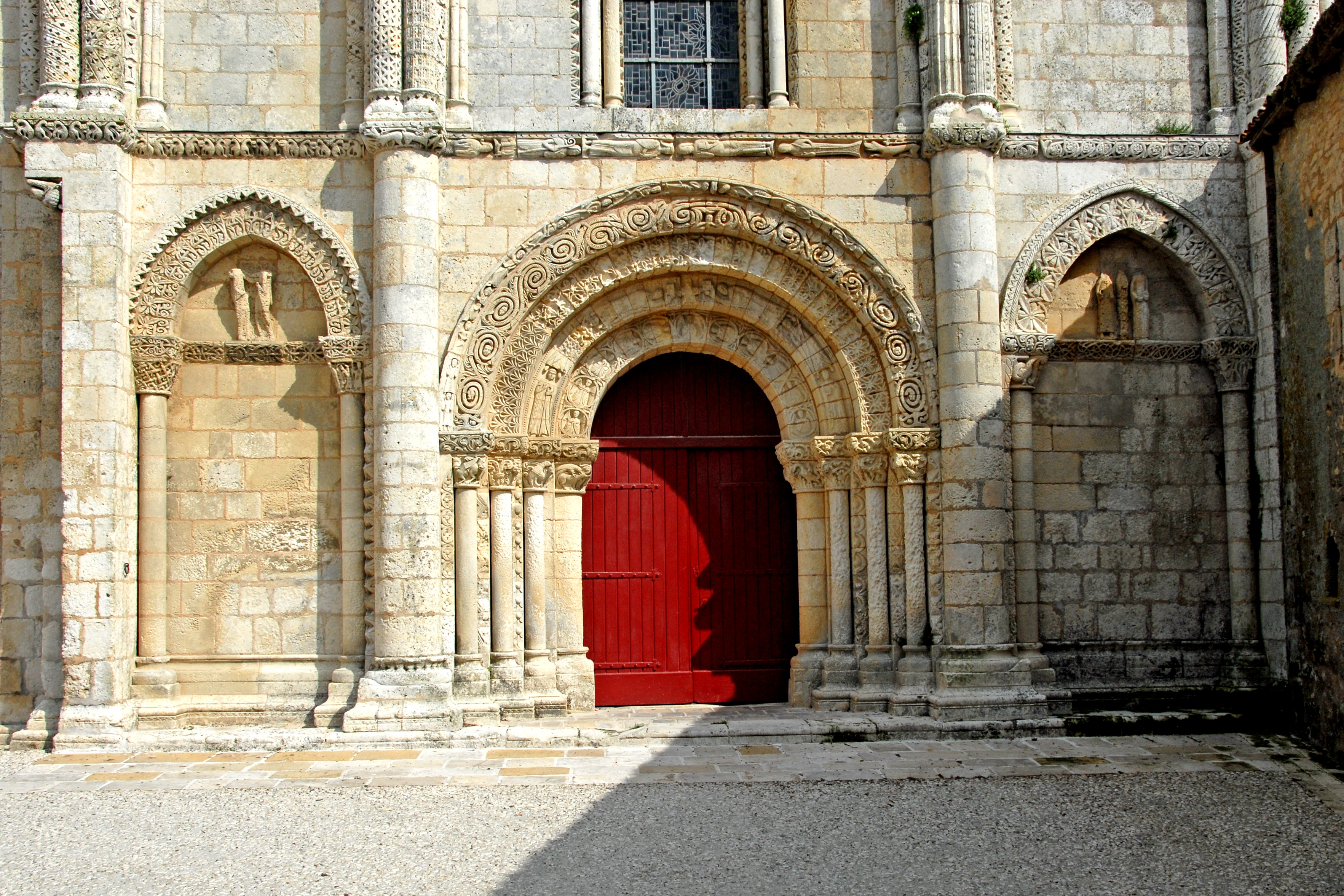
Westportal

## Verkehr
Die Departementsstraße 728, die ehemalige Route nationale 728, durchquert das Gemeindegebiet von Ost nach West und verbindet es mit Sainte über La Clisse im Osten und mit Bourcefranc-le-Chapus am Viaduc d’Oléron über Balanzac im Westen.
Busse einer Linie der regionalen Transportgesellschaft bedienen zwei Haltestellen in Corme-Royal und verbinden die Gemeinde montags bis freitags viermal am Tag mit Saintes und Marennes-Hiers-Brouage in der Nähe der Île d’Oléron.